# Liste der Land- und Stadtkreise in Baden-Württemberg
Das südwestdeutsche Land Baden-Württemberg ist in insgesamt 35 Landkreise sowie neun Stadtkreise untergliedert. Diese Liste der Land- und Stadtkreise in Baden-Württemberg gibt eine allgemeine Übersicht über diese samt deren wichtigsten Daten. Die derzeitige Verwaltungsgliederung des Landes kam durch die Kreisreform vom 1. Januar 1973 zustande, bei der die bisherigen 63 Land- und neun Stadtkreise neu gegliedert wurden. 13 der neuen Landkreise wurden nicht nach ihrer Kreisstadt benannt.
Das Land Baden-Württemberg ist mit 35.747,76 Quadratkilometern flächenmäßig das drittgrößte Land der Bundesrepublik Deutschland. Nach Einwohnerzahlen steht es mit 11.230.740 Menschen auch an dritter Stelle. Die durchschnittliche Bevölkerungsdichte beträgt 314 Einwohner pro Quadratkilometer, wobei diese in den einzelnen Landkreisen stark variiert. So beträgt die Bevölkerungsdichte in der Landeshauptstadt Stuttgart 2957 Einwohner pro Quadratkilometer, im Landkreis Esslingen 836 Einwohner pro Quadratkilometer und im Main-Tauber-Kreis nur 102 Einwohner pro Quadratkilometer. Bevölkerungsreichster Landkreis ist der Rhein-Neckar-Kreis mit 557.819 Einwohnern, bevölkerungsärmster der Hohenlohekreis mit 115.335 Einwohnern. Der größte Stadtkreis ist die Landeshauptstadt Stuttgart mit 613.111 Einwohnern. Flächengrößter Landkreis ist der Ortenaukreis mit 1.860,30 Quadratkilometern, der flächenkleinste ist mit 519,11 Quadratkilometern der Landkreis Tübingen.

## Regierungsbezirke
Die Stadt- und Landkreise sind vier Regierungsbezirken zugeordnet:
| Regierungsbezirk           | Verwaltungssitz      | Verwaltungsbehörde            | Anzahl Landkreise | Anzahl Stadtkreise |
| -------------------------- | -------------------- | ----------------------------- | ----------------- | ------------------ |
| Regierungsbezirk Freiburg  | Freiburg im Breisgau | Regierungspräsidium Freiburg  | 9                 | 1                  |
| Regierungsbezirk Karlsruhe | Karlsruhe            | Regierungspräsidium Karlsruhe | 7                 | 5                  |
| Regierungsbezirk Stuttgart | Stuttgart            | Regierungspräsidium Stuttgart | 11                | 2                  |
| Regierungsbezirk Tübingen  | Tübingen             | Regierungspräsidium Tübingen  | 8                 | 1                  |
| Baden-Württemberg          | Stuttgart            | –                             | 35                | 9                  |

## Land- und Stadtkreise
Die nachfolgende Liste ist folgendermaßen aufgebaut:
- Landkreis, Stadtkreis: Name des Land- beziehungsweise Stadtkreises: Stadtkreise erhalten als solche eine Zeile tiefer einen Hinweis.
- Kreisstadt: Name der Kreisstadt: Bei den kreisfreien Städten ist die Zelle leer.
- Wappen: offizielles Wappen des Landkreises beziehungsweise des Stadtkreises
- Reg.-Bez., Lage: Regierungsbezirk und Lagekarte der Landkreise beziehungsweise der Stadtkreise innerhalb des Landes Baden-Württemberg
- Kfz: Kraftfahrzeugkennzeichen der jeweiligen Gebietskörperschaft
- Ew: Einwohnerzahl der jeweiligen Gebietskörperschaft mit Stand vom 31. Dezember 2023[1]
- Fläche: Fläche der jeweiligen Gebietskörperschaft in Quadratkilometern (km²)[2]
- Ew/km²: Bevölkerungsdichte in Einwohnern je Quadratkilometer
- Nachbarkreise: Nachbarlandkreise und Regionen der Nachbarstaaten
- Bild: ein typisches Bild aus der Region, mit der die jeweilige Gebietskörperschaft identifiziert wird

| Land-/Stadtkreis                  | Kreisstadt              | Wappen                                          | Reg.-Bez. Lage         | Kfz-Kenn- zeichen      | Einwohner  | Fläche in km² | Einwohner pro km² | Nachbarkreise | Bild                                           |
| --------------------------------- | ----------------------- | ----------------------------------------------- | ---------------------- | ---------------------- | ---------- | ------------- | ----------------- | --- | ---------------------------------------------- |
| Alb-Donau-Kreis                   | Ulm                     | Wappen des Alb-Donau-Kreises                    | Tübingen               | UL                     | 201.769    | 1.358,54      | 149               | grenzt im Norden an die Landkreise Göppingen und Heidenheim, im Osten an die bayerischen Landkreise Günzburg und Neu-Ulm sowie an den Stadtkreis Ulm, im Süden an den Landkreis Biberach und im Westen an den Landkreis Reutlingen | Blautopf                                       |
| Baden-Baden (Stadtkreis)          | —                       | Wappen der Stadt Baden-Baden                    | Karlsruhe              | BAD                    | 56.526     | 140,19        | 403               | ist vom Landkreis Rastatt umgeben | Kurhaus Baden-Baden                            |
| Biberach                          | Biberach an der Riß     | Wappen des Landkreises Biberach                 | Tübingen               | BC                     | 206.783    | 1.409,49      | 147               | grenzt im Norden an den Landkreis Reutlingen und an den Alb-Donau-Kreis, im Osten an die bayerischen Landkreise Neu-Ulm und Unterallgäu sowie an die kreisfreie Stadt Memmingen, im Süden an den Landkreis Ravensburg und im Südwesten und Westen an den Landkreis Sigmaringen | Biberach Marktplatz                            |
| Böblingen                         | Böblingen               | Wappen des Landkreises Böblingen                | Stuttgart              | BB, LEO                | 394.261    | 617,78        | 638               | grenzt im Norden an den Landkreis Ludwigsburg, im Osten an den Stadtkreis Stuttgart und an den Landkreis Esslingen, im Südosten an den Landkreis Reutlingen, im Süden an den Landkreis Tübingen, im Westen an den Landkreis Calw und im Nordwesten an den Enzkreis | Herrenberg Marktplatz                          |
| Bodenseekreis                     | Friedrichshafen         | Wappen des Bodenseekreises                      | Tübingen               | FN, TT, ÜB             | 221.208    | 664,74        | 333               | grenzt im Norden an die Landkreise Sigmaringen und Ravensburg, im Osten an den bayerischen Landkreis Lindau, im Süden bildet der Bodensee die natürliche Grenze zur Schweiz (Kantone Thurgau und St. Gallen) und zu Österreich (Vorarlberg), im Westen grenzt er an den Landkreis Konstanz | Meersburg                                      |
| Breisgau-Hochschwarzwald          | Freiburg im Breisgau    | Wappen des Landkreises Breisgau-Hochschwarzwald | Freiburg               | FR, MÜL, NEU           | 271.977    | 1.378,33      | 197               | grenzt im Norden an den Landkreis Emmendingen, im Osten an den Schwarzwald-Baar-Kreis, im Südosten an den Landkreis Waldshut und im Südwesten an den Landkreis Lörrach, grenzt außerdem an den Stadtkreis Freiburg im Breisgau. Der Rhein bildet im Westen die Staatsgrenze zum Elsass (Frankreich). Dort liegt das Département Haut-Rhin. | Feldberg                                       |
| Calw                              | Calw                    | Wappen des Landkreises Calw                     | Karlsruhe              | CW                     | 161.181    | 797,32        | 202               | grenzt im Westen an den Landkreis Rastatt, im Nordwesten an den Landkreis Karlsruhe, im Norden an den Enzkreis und den Stadtkreis Pforzheim, im Osten an den Landkreis Böblingen, im Südosten an den Landkreis Tübingen und im Süden an den Landkreis Freudenstadt | Nikolausbrücke mit Nagold in Calw              |
| Emmendingen                       | Emmendingen             | Wappen des Landkreises Emmendingen              | Freiburg               | EM                     | 169.470    | 679,81        | 249               | grenzt im Norden an den Ortenaukreis, im Osten an den Schwarzwald-Baar-Kreis, im Süden an den Landkreis Breisgau-Hochschwarzwald sowie an den Stadtkreis Freiburg im Breisgau. Im Westen bildet der Rhein die natürliche Grenze zu Frankreich mit den Départements Haut-Rhin und Bas-Rhin. | Merkgrafenschloss in Emmendingen               |
| Enzkreis                          | Pforzheim               | Wappen des Enzkreises                           | Karlsruhe              | PF                     | 199.878    | 573,61        | 348               | grenzt im Westen und Norden an den Landkreis Karlsruhe, im Osten an die Landkreise Heilbronn, Ludwigsburg und Böblingen und im Süden an den Landkreis Calw | Kloster Maulbronn                              |
| Esslingen                         | Esslingen am Neckar     | Wappen des Landkreises Esslingen                | Stuttgart              | ES, NT                 | 536.027    | 641,28        | 836               | grenzt im Nordosten an den Rems-Murr-Kreis, im Osten an den Landkreis Göppingen, im Süden an den Landkreis Reutlingen, im Westen an den Landkreis Böblingen und im Nordwesten an den Stadtkreis Stuttgart. | Esslingen am Neckar                            |
| Freiburg im Breisgau (Stadtkreis) | —                       | Wappen der Stadt Freiburg im Breisgau           | Freiburg               | FR                     | 236.236    | 153,04        | 1544              | ist größtenteils vom Landkreis Breisgau-Hochschwarzwald umgeben und grenzt im Norden auf einem kurzen Stück an den Landkreis Emmendingen | Freiburg mit Münster                           |
| Freudenstadt                      | Freudenstadt            | Wappen des Landkreises Freudenstadt             | Karlsruhe              | FDS, HOR               | 121.901    | 870,41        | 140               | grenzt im Westen an den Ortenaukreis, im Nordwesten an den Landkreis Rastatt, im Norden an den Landkreis Calw, im Osten an den Landkreis Tübingen und den Zollernalbkreis und im Süden an den Landkreis Rottweil | Stadtkirche Freudenstadt                       |
| Göppingen                         | Göppingen               | Wappen des Landkreises Göppingen                | Stuttgart              | GP                     | 259.232    | 642,32        | 404               | grenzt im Norden an den Rems-Murr-Kreis und an den Ostalbkreis, im Osten an den Landkreis Heidenheim, im Süden an den Alb-Donau-Kreis, im Südwesten an den Landkreis Reutlingen sowie im Westen an den Landkreis Esslingen | Der Hohenstaufen                               |
| Heidelberg (Stadtkreis)           | —                       | Wappen der Stadt Heidelberg                     | Karlsruhe              | HD                     | 155.175    | 108,83        | 1426              | grenzt im Westen an Mannheim und ist ansonsten vom Rhein-Neckar-Kreis umgeben | Heidelberger Schloss                           |
| Heidenheim                        | Heidenheim an der Brenz | Wappen des Landkreises Heidenheim               | Stuttgart              | HDH                    | 135.241    | 627,12        | 216               | grenzt im Norden an den Ostalbkreis, im Osten an die bayerischen Landkreise Donau-Ries, Dillingen an der Donau und Günzburg, im Süden an den Alb-Donau-Kreis und im Westen an den Landkreis Göppingen | Vogelherdhöhle                                 |
| Heilbronn                         | Heilbronn               | Wappen des Landkreises Heilbronn                | Stuttgart              | HN                     | 353.609    | 1.099,94      | 321               | grenzt im Westen an den Landkreis Karlsruhe und an den Rhein-Neckar-Kreis, im Norden an den Neckar-Odenwald-Kreis, im Osten an den Hohenlohekreis und den Landkreis Schwäbisch Hall, im Südosten an den Rems-Murr-Kreis, im Süden an den Landkreis Ludwigsburg und im Südwesten an den Enzkreis, umschließt den Stadtkreis Heilbronn | Burg Möckmühl                                  |
| Heilbronn (Stadtkreis)            | —                       | Wappen der Stadt Heilbronn                      | Stuttgart              | HN                     | 131.653    | 99,90         | 1318              | ist vom Landkreis Heilbronn umgeben | Heilbronn                                      |
| Hohenlohekreis                    | Künzelsau               | Wappen des Hohenlohekreises                     | Stuttgart              | KÜN, ÖHR               | 115.335    | 776,76        | 148               | grenzt im Südwesten und Westen an den Landkreis Heilbronn, im Norden an den Neckar-Odenwald-Kreis und an den Main-Tauber-Kreis und im Osten und Süden an den Landkreis Schwäbisch Hall | Altes Künzelsauer Rathaus                      |
| Karlsruhe                         | Karlsruhe               | Wappen des Landkreises Karlsruhe                | Karlsruhe              | KA, BR                 | 455.350    | 1.084,97      | 420               | grenzt im Norden an den Rhein-Neckar-Kreis, im Osten an den Landkreis Heilbronn, im Südosten an den Enzkreis und im Süden an die Landkreise Calw und Rastatt. Im Westen bildet der Rhein die natürliche Grenze zum Bundesland Rheinland-Pfalz. Die dortigen angrenzenden Landkreise sind der Rhein-Pfalz-Kreis und der Landkreis Germersheim, sowie die kreisfreie Stadt Speyer. Der Stadtkreis Karlsruhe schiebt sich wie ein Keil nahezu vollständig in das Kreisgebiet. | Marktplatz von Bretten                         |
| Karlsruhe (Stadtkreis)            | —                       | Wappen der Stadt Karlsruhe                      | Karlsruhe              | KA                     | 308.197    | 173,42        | 1777              | grenzt im Norden, Osten und Westen an den Landkreis Karlsruhe, im Westen über den Rhein an den Landkreis Germersheim in Rheinland-Pfalz. | Schloss in Karlsruhe                           |
| Konstanz                          | Konstanz                | Wappen des Landkreises Konstanz                 | Freiburg               | KN, STO (BÜS)          | 291.397    | 817,97        | 356               | grenzt im Norden an den Landkreis Tuttlingen, im Nordosten an den Landkreis Sigmaringen, im Osten an den Bodenseekreis und an den Bodensee selbst, im Süden an den Schweizer Kanton Thurgau, im Westen an den Schweizer Kanton Schaffhausen und im Nordwesten an den Schwarzwald-Baar-Kreis, besitzt eine Exklave: Büsingen am Hochrhein, die von den Schweizer Kantonen Schaffhausen, Thurgau und Zürich umgeben ist                                                      | Konzilsgebäude in Konstanz um 1900             |
| Lörrach                           | Lörrach                 | Wappen des Landkreises Lörrach                  | Freiburg               | LÖ                     | 237.212    | 806,67        | 294               | grenzt im Süden an die Schweiz (Kantone Basel-Stadt, Basel-Landschaft und Aargau) und im Westen an das Elsass (Frankreich, Département Haut-Rhin) sowie im Norden an den Landkreis Breisgau-Hochschwarzwald und im Osten an den Landkreis Waldshut | Burg Rötteln                                   |
| Ludwigsburg                       | Ludwigsburg             | Wappen des Landkreises Ludwigsburg              | Stuttgart              | LB, VAI                | 534.808    | 686,77        | 779               | grenzt im Norden an den Landkreis Heilbronn, im Osten an den Rems-Murr-Kreis, im Süden an den Stadtkreis Stuttgart und an den Landkreis Böblingen und im Westen an den Enzkreis | Schloss Ludwigsburg                            |
| Main-Tauber-Kreis                 | Tauberbischofsheim      | Wappen des Main-Tauber-Kreises                  | Stuttgart              | TBB, MGH               | 133.459    | 1.304,12      | 102               | grenzt im Nordwesten und Norden an die bayerischen Landkreise Miltenberg und Main-Spessart, im Nordosten an den Landkreis Würzburg, im Osten an die Landkreise Neustadt an der Aisch-Bad Windsheim und Ansbach, im Süden an den Landkreis Schwäbisch Hall und an den Hohenlohekreis und im Westen an den Neckar-Odenwald-Kreis | Marktplatz in Bad Mergentheim                  |
| Mannheim (Stadtkreis)             | —                       | Wappen der Stadt Mannheim                       | Karlsruhe              | MA                     | 316.256    | 144,97        | 2182              | grenzt im Norden an den hessischen Landkreis Bergstraße, im Osten und Süden an den Rhein-Neckar-Kreis, dazwischen im Osten an Heidelberg und im Westen über den Rhein an den Rhein-Pfalz-Kreis und die kreisfreien Städte Ludwigshafen am Rhein und Frankenthal in Rheinland-Pfalz. | Mannheimer Wasserturm                          |
| Neckar-Odenwald-Kreis             | Mosbach                 | Wappen des Neckar-Odenwald-Kreises              | Karlsruhe              | MOS, BCH               | 145.681    | 1.125,95      | 129               | grenzt im Norden an den hessischen Odenwaldkreis und den bayerischen Landkreis Miltenberg, im Osten grenzt er an den Main-Tauber-Kreis, im Südosten an den Hohenlohekreis, im Süden an den Landkreis Heilbronn und im Westen an den Rhein-Neckar-Kreis. | Mosbacher Rathaus                              |
| Ortenaukreis                      | Offenburg               | Wappen des Ortenaukreises                       | Freiburg               | OG, BH, KEL, LR, WOL   | 443.482    | 1.860,30      | 238               | grenzt im Norden an den Landkreis Rastatt, im Osten an die Landkreise Freudenstadt und Rottweil, im Südosten an den Schwarzwald-Baar-Kreis und im Süden an den Landkreis Emmendingen. Im Westen bildet der Rhein die natürliche Grenze zu Frankreich mit dem Département Bas-Rhin | Schwarzwaldtracht                              |
| Ostalbkreis                       | Aalen                   | Wappen des Ostalbkreises                        | Stuttgart              | AA, GD                 | 317.263    | 1.511,38      | 210               | grenzt im Norden an den Landkreis Schwäbisch Hall, im Osten an die bayerischen Landkreise Ansbach und Donau-Ries, im Süden an die Landkreise Heidenheim und Göppingen und im Westen an den Rems-Murr-Kreis | Ellwangen                                      |
| Pforzheim (Stadtkreis)            | —                       | Wappen der Stadt Pforzheim                      | Karlsruhe              | PF                     | 135.087    | 97,99         | 1379              | ist vom Enzkreis umgeben, im Süden grenzt das Stadtgebiet ein kurzes Stück an den Landkreis Calw | Schloss- und Stiftskirche St. Michael          |
| Rastatt                           | Rastatt                 | Wappen des Landkreises Rastatt                  | Karlsruhe              | RA, BH                 | 231.356    | 738,44        | 313               | grenzt im Norden an den Landkreis Karlsruhe, im Osten an den Landkreis Calw, im Südosten an den Landkreis Freudenstadt und im Süden an den Ortenaukreis. Im Westen bildet der Rhein die natürliche Grenze zu Frankreich mit dem Département Bas-Rhin sowie im Nordwesten auf kurzer Strecke zum rheinland-pfälzischen Landkreis Germersheim. Der Stadtkreis Baden-Baden liegt innerhalb des Kreisgebiets.                                                                  | Schloss Rastatt                                |
| Ravensburg                        | Ravensburg              | Wappen des Landkreises Ravensburg               | Tübingen               | RV, SLG, ÜB, WG        | 289.725    | 1.632,08      | 178               | grenzt im Norden an den Landkreis Biberach, im Osten an den bayerischen Landkreis Unterallgäu und an die kreisfreie Stadt Memmingen, im Süden an die bayerischen Landkreise Oberallgäu und Lindau (Bodensee), im Südwesten an den Bodenseekreis und im Westen an den Landkreis Sigmaringen | Weingarten 1917                                |
| Rems-Murr-Kreis                   | Waiblingen              | Wappen des Rems-Murr-Kreises                    | Stuttgart              | WN, BK                 | 440.103    | 858,09        | 513               | grenzt im Norden an die Landkreise Heilbronn und Schwäbisch Hall, im Osten an den Ostalbkreis, im Süden an die Landkreise Göppingen und Esslingen sowie im Westen an den Stadtkreis Stuttgart und den Landkreis Ludwigsburg | Geburtshaus von Gottlieb Daimler in Schorndorf |
| Reutlingen                        | Reutlingen              | Wappen des Landkreises Reutlingen               | Tübingen               | RT                     | 293.385    | 1.092,46      | 269               | grenzt im Norden an den Landkreis Esslingen, im Nordosten an den Landkreis Göppingen, im Osten an den Alb-Donau-Kreis, im Süden an die Landkreise Biberach und Sigmaringen, im Südwesten an den Zollernalbkreis, im Westen an den Landkreis Tübingen und im Nordwesten an den Landkreis Böblingen | Schloss Lichtenstein                           |
| Rhein-Neckar-Kreis                | Heidelberg              | Wappen des Rhein-Neckar-Kreises                 | Karlsruhe              | HD                     | 557.819    | 1.061,54      | 525               | grenzt im Norden an die hessischen Landkreise Bergstraße und Odenwaldkreis, im Osten an den Neckar-Odenwald-Kreis, im Südosten an den Landkreis Heilbronn, im Süden an den Landkreis Karlsruhe; im Westen bildet der Rhein die Landesgrenze zum Land Rheinland-Pfalz mit der kreisfreien Stadt Speyer und dem Rhein-Pfalz-Kreis. Im Nordwesten grenzt der Stadtkreis Mannheim an, der Stadtkreis Heidelberg wird fast umschlossen.                                         | Schloss Schwetzingen                           |
| Rottweil                          | Rottweil                | Wappen des Landkreises Rottweil                 | Freiburg               | RW                     | 140.344    | 769,43        | 182               | grenzt im Norden an den Landkreis Freudenstadt, im Osten an den Zollernalbkreis, im Süden an den Landkreis Tuttlingen und an den Schwarzwald-Baar-Kreis und im Westen an den Ortenaukreis. | Schwarzes Tor in Rottweil                      |
| Schwäbisch Hall                   | Schwäbisch Hall         | Wappen des Landkreises Schwäbisch Hall          | Stuttgart              | SHA, BK, CR            | 200.597    | 1.484,06      | 135               | grenzt im Norden an den Main-Tauber-Kreis, im Osten an den bayerischen Landkreis Ansbach, im Süden an den Ostalbkreis, im Südwesten an den Rems-Murr-Kreis und den Landkreis Heilbronn und im Westen an den Hohenlohekreis. | Schwäbisch Hall                                |
| Schwarzwald-Baar-Kreis            | Villingen-Schwenningen  | Wappen des Schwarzwald-Baar-Kreises             | Freiburg               | VS, DS                 | 213.922    | 1.025,34      | 209               | grenzt im Norden an den Ortenaukreis und an den Landkreis Rottweil, im Osten an den Landkreis Tuttlingen, im Südosten an den Landkreis Konstanz, im Süden an den zur Schweiz gehörenden Kanton Schaffhausen, im Südwesten an die Landkreise Waldshut und Breisgau-Hochschwarzwald und im Westen an den Landkreis Emmendingen | Die Baar                                       |
| Sigmaringen                       | Sigmaringen             | Wappen des Landkreises Sigmaringen              | Tübingen               | SIG, SLG, STO, ÜB      | 132.758    | 1.204,22      | 110               | grenzt im Norden an den Landkreis Reutlingen, im Osten an die Landkreise Biberach und Ravensburg, im Süden an den Bodenseekreis, im Südwesten an den Landkreis Konstanz und im Westen an die Landkreise Tuttlingen und Zollernalbkreis | Schloss Sigmaringen                            |
| Stuttgart (Landeshauptstadt)      | —                       | Wappen der Landeshauptstadt Stuttgart           | Stuttgart              | S                      | 613.111    | 207,32        | 2957              | grenzt im Nordosten an den Rems-Murr-Kreis, im Südosten an den Landkreis Esslingen, im Südwesten an den Landkreis Böblingen und im Nordwesten an den Landkreis Ludwigsburg | Fernsehturm Stuttgart                          |
| Tübingen                          | Tübingen                | Wappen des Landkreises Tübingen                 | Tübingen               | TÜ                     | 232.897    | 519,11        | 449               | grenzt im Norden an den Landkreis Böblingen, im Osten an den Landkreis Reutlingen, im Süden an den Zollernalbkreis, im Westen an den Landkreis Freudenstadt und im Nordwesten an den Landkreis Calw | Tübingen Neckarfront                           |
| Tuttlingen                        | Tuttlingen              | Wappen des Landkreises Tuttlingen               | Freiburg               | TUT                    | 144.955    | 734,37        | 197               | grenzt im Norden an den Landkreis Rottweil und den Zollernalbkreis, im Osten an den Landkreis Sigmaringen, im Süden an den Landkreis Konstanz und im Westen an den Schwarzwald-Baar-Kreis. | Donautal                                       |
| Ulm (Stadtkreis)                  | —                       | Wappen der Stadt Ulm                            | Tübingen               | UL                     | 128.998    | 118,68        | 1087              | grenzt im Süden, Westen und Norden an den Alb-Donau-Kreis, im Osten über die Donau an den bayerischen Landkreis Neu-Ulm | Ulm mit Münster                                |
| Waldshut                          | Waldshut-Tiengen        | Wappen des Landkreises Waldshut                 | Freiburg               | WT, SÄK                | 171.777    | 1.131,13      | 152               | grenzt im Westen an den Landkreis Lörrach, im Norden an den Landkreis Breisgau-Hochschwarzwald, im Nordosten an den Schwarzwald-Baar-Kreis, im Osten an den Schweizer Kanton Schaffhausen, im Südosten an den Kanton Zürich und im Süden an den Kanton Aargau. | Laufenburg                                     |
| Zollernalbkreis                   | Balingen                | Wappen des Zollernalbkreises                    | Tübingen               | BL, HCH                | 193.339    | 917,57        | 211               | grenzt im Norden an den Landkreis Tübingen, im Osten an die Landkreise Reutlingen und Sigmaringen, im Süden an den Landkreis Tuttlingen und im Westen an die Landkreise Rottweil und Freudenstadt | Burg Hohenzollern                              |
| Land Baden-Württemberg            | Land Baden-Württemberg  | Land Baden-Württemberg                          | Land Baden-Württemberg | Land Baden-Württemberg | 11.230.740 | 35.747,76     | 314               | |                                                |